# Sic
Sic (pronuncia /ˈsik/) è un termine della lingua latina (sīc, la cui traduzione letterale è "così") ed è usato spesso in italiano per indicare che "è proprio così" (Sic et simpliciter).
Da questo termine deriva anche l'avverbio affermativo "sì" dell'italiano. Tale valore è evidente nel latino medioevale dell'opera di Pietro Abelardo Sic et non, il cui titolo significa "Sì e no".
Solitamente è usato dagli editori e curatori in genere, nella citazione di un brano nella forma (sic), [sic], o, con maggiore evidenza, sic!, per sottolineare che l'errore (o comunque la difformità ortografica) sono riportati così come li si trova nel testo originale citato, in modo che non venga scambiato per un refuso prodotto da chi ha inserito quel testo. In questo senso è l'abbreviazione di sic erat scriptum: "così era scritto".